# 神門郡
- 令制国一覧 > 山陰道 > 出雲国 > 神門郡
- 日本 > 中国地方 > 島根県 > 神門郡

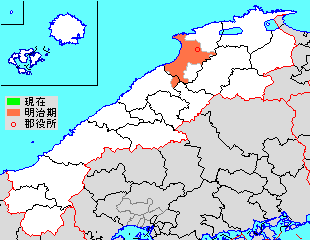
島根県神門郡の位置

神門郡（かんどぐん）は、島根県（出雲国）にあった郡。

## 郡域
1879年（明治12年）に行政区画として発足した当時の郡域は、下記の区域にあたる。
- 出雲市の一部（西谷町・佐田町須佐・佐田町朝原・佐田町原田・佐田町反邊・佐田町大呂・多伎町神原を除く斐伊川以西かつ武志町、稲岡町、里方町、日下町、矢尾町、大社町各町より南西）
- 大田市の一部（山口町佐津目・山口町山口）

## 歴史

### 古代
律令制の施行により制定されたと考えられる。『出雲国風土記』によれば、伊加曾然（いかそね）という者がこの地に神門を奉ったことにより神門臣の姓を賜り、その神門臣が定住したのでその地を「神門」と呼ぶようになったとされる。郡家は古志郷にあった。

#### 郷里
天平5年（733年）2月30日に成立したとされる『出雲国風土記』には8の郷と22の里があったとされ、以下の郷の記載がある。また天平11年（739年）の『出雲国大税賑給歴名帳』によって里の名前もいくつか判明している。
- 朝山郷 - 稗原里、加夜里の2里があった。現在の出雲市宇那手町、朝山町、馬木町、馬木北町、稗原町、野尻町辺り。
- 日置郷 - 荏原里、桑市里、細田里の3里があった。現在の出雲市上塩冶町辺り。
- 鹽冶郷 - 3里あった（里名は不明）。現在の出雲市今市町、大津町、武志町、高岡町辺り。
- 八野郷 - 3里あった（里名は不明）。現在の出雲市矢野町、小山町、白枝町、高松町辺り。
- 高岸郷 - 3里あった（里名は不明）。現在の出雲市塩冶町、塩冶有原町、渡橋町、今市町辺り。
- 古志郷 - 3里あった（里名は不明）。現在の出雲市知井宮町、古志町、下古志町、芦渡町、塩冶町南側、天神町南側辺り。
- 滑狭郷 - 阿禰里、池井里の2里があった。現在の出雲市知井宮町、東神西町、西神西町、平成町および湖陵町二部、三部、常楽寺、畑村辺り。
- 多伎郷 - 国村里、山田里の2里があったとされ、もう1里の名は不明。現在の出雲市多伎町、湖陵町差海辺り。
- 餘戸里[注釈 2] - 現在の出雲市乙立町、佐田町一窪田、高津屋、上橋波、下橋波、吉野、佐津目および大田市山口町辺り。
- 狭結驛 - 古志郷にあった。
- 多伎驛 - 多伎郷にあった。
- 神戸里 - 現在の出雲市所原町辺り。
- 狭結駅家[1]
- 多伎駅家[1]

#### 式内社
『延喜式』神名帳に記される郡内の式内社。
| 神名帳                             | 神名帳              | 神名帳 | 神名帳           | 比定社                  | 比定社                       | 比定社         | 集成 |
| 社名                               | 読み                | 格     | 付記             | 社名                    | 所在地                       | 備考           | 集成 |
| ---------------------------------- | ------------------- | ------ | ---------------- | ----------------------- | ---------------------------- | -------------- | ---- |
| 神門郡 27座（並小）                |                     |        |                  |                         |                              |                |      |
| 弥久賀神社                         | ヤクカノ            | 小     |                  | 弥久賀神社              | 島根県出雲市湖陵町大池1302-1 |                |      |
| 阿祢神社                           | アネノ              | 小     |                  | 阿祢神社                | 島根県出雲市湖陵町二部5      |                |      |
| 佐志武神社                         | サシムノ            | 小     |                  | 佐志武神社              | 島根県出雲市湖陵町差海891    |                |      |
| 多伎芸神社                         | タキキノ            | 小     |                  | 多伎芸神社              | 島根県出雲市多伎町口田儀1365 |                |      |
| 多伎神社                           | タキノ              | 小     |                  | 多伎神社                | 島根県出雲市多伎町多岐639    |                |      |
| 同社大穴持神社                     |                     | 小     |                  | 合祀：多伎神社          | 同上                         |                |      |
| 国村神社                           | クニムラノ          | 小     |                  | 国村神社                | 島根県出雲市多伎町久村1289   |                |      |
| 那売佐神社                         | ナメサノ            | 小     |                  | 那売佐神社              | 島根県出雲市東神西町842      |                |      |
| 同社坐和加須西利比売神社           | -ワカスセリヒメノ   | 小     |                  | 岩坪（旧社地）          | 島根県出雲市東神西町         |                |      |
| 同社坐和加須西利比売神社           | -ワカスセリヒメノ   | 小     | 合祀：那売佐神社 | 島根県出雲市東神西町842 |                              |                |      |
| 佐伯神社                           |                     | 小     |                  | 佐伯神社                | 島根県出雲市神西沖町844      |                |      |
| 智伊神社                           | チイノ              | 小     |                  | 智伊神社                | 島根県出雲市知井宮町1245     |                |      |
| 比布智神社                         | ヒフチノ            | 小     |                  | 比布智神社              | 島根県出雲市下古志町1375     |                |      |
| 同社坐神魂子角魂神社               | -カンタマコツノタマ | 小     |                  | 神魂子角魂神社          | 島根県出雲市知井宮町1245     | 智伊神社境内社 |      |
| 朝山神社                           | アサヤマノ          | 小     |                  | 朝山神社                | 島根県出雲市朝山町1404       |                |      |
| 阿利神社                           | アリノ              | 小     |                  | 阿利神社                | 島根県出雲市塩冶町1686       |                |      |
| 同社坐加利比売神社                 | -カリヒメノ         | 小     |                  | 合祀：阿利神社          | 同上                         |                |      |
| 八野神社                           | ヤノノ              | 小     |                  | 八野神社                | 島根県出雲市矢野町725        |                |      |
| 大山神社                           | オホヤマノ          | 小     |                  | 大山神社                | 島根県出雲市小山町110        |                |      |
| 久奈為神社                         | クナヰノ            | 小     |                  | 久奈子神社              | 島根県出雲市古志町2254       |                |      |
| 塩冶神社                           | ヤムヤノ            | 小     |                  | 塩冶神社                | 島根県出雲市上塩冶町1749-1   |                |      |
| 富能加神社                         | ホノカノ            | 小     |                  | 富能加神社              | 島根県出雲市所原町3549       |                |      |
| 塩冶比古神社                       | ヤムヤヒコノ        | 小     |                  | 合祀：塩冶神社          | 島根県出雲市上塩冶町1749-1   |                |      |
| 塩冶比古麻由弥能神社               | ヤムヤヒコマユミノ  | 小     |                  | 合祀：塩冶神社          | 同上                         |                |      |
| 比那神社                           | ヒナノ              | 小     |                  | 比那神社                | 島根県出雲市姫原町394        |                |      |
| 阿須利神社                         | アスリノ            | 小     |                  | 阿須利神社              | 島根県出雲市大津町3668       |                |      |
| 神産魂命子午日命神社               | カンムスヒタマノ-   | 小     |                  | 合祀：塩冶神社          | 島根県出雲市上塩冶町1749-1   |                |      |
| 塩冶日子命御子焼大刀天穂日子命神社 | ヤムヤ-             | 小     |                  | 合祀：塩冶神社          | 同上                         |                |      |
| 凡例を表示                         |                     |        |                  |                         |                              |                |      |

### 近世以降の沿革
- 「旧高旧領取調帳データベース」に記載されている明治初年時点での支配は以下の通り[注釈 3][注釈 4]。●は村内に寺社領（出雲大社領）が存在。（1町85村4浦）

| 知行   | 知行       | 村数         | 村名 |
| ------ | ---------- | ------------ | --- |
| 藩領   | 出雲松江藩 | 1町 78村 2浦 | 山口村、佐津目村、一窪田村、八幡原村、東村、上橋波村、下橋波村、吉野村、高津屋村、毛津村、畑村、常楽寺村、三部村、奥田儀村、口田儀村、小田村、多岐村、久村、大池村、板津村、二部村、松寄下村、白枝村、渡橋村、●荒木村、古荒木村、茅原村、東園村、西園村、下荘村、横引村、●杵築宮内村、修理免村、宇竜浦、●鷺浦、●遙堪村、常松村、粟津村、堀江村、矢野村、矢尾村、日下村、里方村、高岡村、今市村、大塚村、小山村、天神村、上塩冶村、下塩冶村、馬木村、上朝山村、所原村、見々具村、野尻村、稗原村、●知井宮本郷、知井宮沖、蘆渡村、下古志村、上古志村、古志町、松枝村、乙立村、武志村、荻原村、杼島村、稲岡村、大津村、石塚村、朝倉村、中ノ島村、●菱根村、入南村、八島村、江田村、浜村、差海村、大島村、中荒木村、北荒木村、中野村 |
| 藩領   | 出雲広瀬藩 | 6村          | 宇那手村、上ノ郷村、船津村、神西村沖分、神西村東分、神西村西分 |
| その他 | 寺社領     | 2浦          | 日御碕、鵜峠浦 |

- 明治4年
  - 7月14日（1871年8月29日） - 廃藩置県により松江県の管轄となる。
  - 11月15日（1871年12月26日） - 第1次府県統合により島根県の管轄となる。
- 明治6年（1873年） - 宮内村、越峠村、大土地村、赤塚村、中村、仮宮村、市場村、修理免村が合併して杵築村となる[2]。
- 明治8年（1875年）（1町77村5浦）
  - 杵築村のうち、旧修理免村の大部分[注釈 19]が分立して修理免村となる。
  - 西園村の一部が分立して外園浦となる。
  - 9月5日[2]
    - 茅原村・荒木村・古荒木村が合併して荒茅村となる。
    - 下荘村・横引村が合併して下横村となる。
    - 粟津村・堀江村が合併して平野村となる。
    - 荻原村・杼島村が合併して荻杼村となる。
    - 大津村・石塚村・朝倉村が合併して大石村となる。
    - 中ノ島村・上ノ郷村が合併して上島村となる。
- 明治12年（1879年）1月12日 - 郡区町村編制法の島根県での施行により行政区画としての神門郡が発足。郡役所が今市町に設置。
- 明治14年（1881年） - 杵築村が分割して杵築西村[注釈 20]・杵築北村[注釈 21]・杵築東村[注釈 22]・杵築南村[注釈 23]となる。（1町80村5浦）

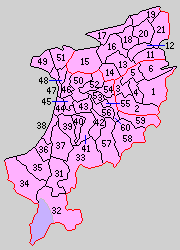
31.窪田村 32.山口村 33.乙立村 34.田儀村 35.田岐村 36.久村 37.江南村 38.西浜村 39.神西村 40.知井宮村 41.布智村 42.古志村 43.高松村 44.園村 45.荒茅村 46.荒木村 47.杵築村 48.杵築町 49.日御碕村 50.遙堪村 51.鵜鷺村 52.高浜村 53.四纏村 54.川跡村 55.今市町 56.塩冶村 57.朝山村 58.稗原村 59.上津村 60.大津村（桃：出雲市 紫：大田市 1 - 6は出雲郡 11 - 21は楯縫郡）

- 明治22年（1889年）4月1日 - 町村制の施行により、下記の各村が発足。特記以外は全域が現・出雲市。（2町28村）
  - 窪田村 ← 一窪田村、毛津村
  - 山口村 ← 吉野村、高津屋村、上橋波村、下橋波村（現・出雲市）、佐津目村（現・出雲市、大田市）、山口村（現・大田市）
  - 乙立村 ← 乙立村、八幡原村、東村
  - 田儀村 ← 奥田儀村、口田儀村
  - 田岐村 ← 小田村、多岐村
  - 久村（単独村制）
  - 江南村 ← 畑村、常楽寺村、二部村、三部村
  - 西浜村 ← 大池村、板津村、差海村
  - 神西村 ← 大島村、神西村沖分、神西村東分、神西村西分
  - 知井宮村 ← 知井宮本郷、知井宮沖
  - 布智村 ← 蘆渡村、下古志村
  - 古志村 ← 上古志村、古志町
  - 高松村 ← 松枝村、白枝村、松寄下村、下横村
  - 園村 ← 東園村、西園村、外園浦
  - 荒茅村（単独村制）
  - 荒木村 ← 中荒木村、北荒木村、修理免村
  - 杵築村 ← 杵築西村、杵築北村
  - 杵築町 ← 杵築東村、杵築南村
  - 日御碕村 ← 日御碕、宇竜浦
  - 遙堪村 ← 浜村、入南村、菱根村、遙堪村
  - 鵜鷺村 ← 鷺浦、鵜峠浦
  - 高浜村 ← 矢尾村、日下村、里方村、平野村、常松村、八島村、江田村
  - 四纏村 ← 矢野村、小山村、大塚村、渡橋村
  - 川跡村 ← 武志村、中野村、荻杼村、稲岡村、高岡村
  - 今市町 ← 今市村、今市町[注釈 24]
  - 塩冶村 ← 上塩冶村、下塩冶村、天神村
  - 朝山村 ← 馬木村、上朝山村、所原村、見々具村
  - 稗原村 ← 稗原村、野尻村、宇那手村
  - 上津村 ← 上島村、船津村
  - 大津村 ← 大石村、大津町[注釈 25]
- 明治29年（1896年）4月1日 - 郡制の施行のため、出雲郡・楯縫郡・神門郡の区域をもって簸川郡が発足。同日神門郡廃止。